# Ngada (kabupaten)
Ngada – kabupaten położony na wyspie Flores w prowincji Małe Wyspy Sundajskie Wschodnie. Jego stolicą jest Bajawa. Zamieszkiwany jest przez 142 254 osób.